# Lingua pecenega
La lingua pecenega è una lingua turca estinta, che era parlata nella Russia meridionale ed in Ungheria tra il VII e il XII secolo dai Peceneghi.
Il pecenego apparteneva probabilmente alle lingue oghuz, ma la mancanza di documentazione e l'assenza di linguaggi successori impediscono di verificare tale classificazione. La maggioranza degli esperti sono abbastanza convinti nel classificarlo tra le lingue oghuz, ma non vanno oltre.